# Bertoua
Bertoua (deutsch: Bertua) ist eine Stadt in Kamerun. Es ist die Hauptstadt der Region Est und des Departements Lom-et-Djérem. Mit 218.000 Einwohnern (Schätzung 2011) ist es das einzige Oberzentrum der Region.

## Lage
Die Lage der Stadt ist durch die Übergangszone vom Waldland zur Savanne gekennzeichnet.

## Geschichte
Bertoua (eigentlich: Gamane) ist ein alter Zentralort der Gbaya und war in vorkolonialer Zeit Sitz eines Oberhäuptlingstums, das schon früh von den nördlich benachbarten islamischen Reichen beeinflusst wurde. Die Stadt geriet nach 1903 unter deutsche Oberhoheit. Sitz der Bezirksverwaltung war in dieser Zeit allerdings das weiter südwestlich gelegenen Dume. Erst nach dem Ersten Weltkrieg, unter französischer Mandatsherrschaft, wurde Bertoua administratives Zentrum für Ostkamerun.

## Wirtschaft
Bertoua ist die einzige städtische Siedlung und damit auch wirtschaftliches Zentrum der Provinz. Erwerbszweige sind Landwirtschaft (Tabakbau), Forstwirtschaft und der Marktverkehr, der von den dörflichen Siedlungen der weiteren Umgebung frequentiert wird. Der Tourismus hat keine Bedeutung. Bertoua verfügt über Tankstelle, Apotheke und Krankenhaus.

## Verkehr
Die Anbindung erfolgt über Asphaltstraßen von Nanga-Eboko und Abong-Mbang sowie einen Flughafen. Der nächste Bahnhof befindet sich in Bélabo (ca. 80 km nordwestlich an der Strecke Yaoundé-Ngaoundéré), das ebenfalls über eine Asphaltstraße erreichbar ist. Im Osten führen Routen weiter nach Batouri und Yokadouma.

## Bevölkerung
Die Bevölkerungsentwicklung der Stadt:
| Jahr             | Einwohner |
| ---------------- | --------- |
| 1976 (Zensus)    | 14.982    |
| 1987 (Zensus)    | 43.402    |
| 2005 (Zensus)    | 88.462    |
| 2011 (Schätzung) | 218.000   |

## Religion
Die Stadt ist seit 1983 Sitz eines katholischen Bistums, seit November 1994 eines Erzbistums (Erzbistum Bertoua).

## Persönlichkeiten
- Yannick Mbengono (* 1987), Fußballspieler
- Didier Lamkel Zé (* 1996), Fußballspieler